# مرسيدس بنز آر 129
مرسيدس بنز ار 129 (بالإنجليزية: Mercedes-Benz R129)‏ هي سيارة من صناعة مرسيدس بنز أنتجت في 1989 وتوقف إنتاجها في 2001.